# نیولاندون (میزوری)
نیولاندون (به انگلیسی: New London) یک شهر در ایالات متحده آمریکا است که در شهرستان رالز، میزوری واقع شده‌است. نیولاندون ۱٫۷۹ کیلومتر مربع مساحت و ۹۷۴ نفر جمعیت دارد و ۲۰۰ متر بالاتر از سطح دریا واقع شده‌است.